# Alberto VI da Áustria
Alberto VI  (Viena, 12 de dezembro de 1418 — 2 de dezembro de 1463) foi Arquiduque da Áustria, pertencente à Casa de Habsburgo. Foi irmão do Imperador Frederico III e o primeiro a ostentar, oficialmente, desde 1458, o título de Arquiduque.

## Vida
Alberto nasceu em Viena, e era filho do Duque Ernesto da Áustria Interior e da sua esposa, Cymburgis da Mazóvia. Após a morte do seu pai, em 1424, ele e o seu irmão ficaram sob tutela do tio, o Duque Frederico IV da Áustria, que sobre uma parte da Áustria e o Condado do Tirol.
Em 1436, já com idade para governar, Alberto não recebe governo total sobre nenhum território, tendo que partilhá-lo com o irmão, o Duque Frederico V, o que fez com que as relações entre Alberto e Frederico piorassem. Em 1439, Frederico V assumiu a tutela dos duques Sigismundo da Áustria e Ladislau da Áustria. Como patriarca, Frederico governou sobre todas os territórios austríacos. Alberto, perante esta situação, começou a armar conflitos com o irmão e em 1446, reclamou uma parte da Áustria para ele.
O conflito piorou quando, em 1457, faleceu Ladislau da Áustria, sem descendência, e Frederico tornou-se seu herdeiro. Alberto ocupou uma parte do Arquiducado (parte essa mais tarde chamada Alta Áustria), onde governou como um principado separado, e, apesar de pequena, foi a sua porção do Património dos Habsburgo. Alberto, em 1462, tomou também a chamada mais tarde de Baixa Áustria. Porém, Alberto faleceu no ano seguinte e os seus territórios voltaram para o domínio do irmão, Frederico.

## Casamentos e descendência
Em 1452, Alberto casou-se com Matilde do Palatinado, filha do Conde Palatino Luís III. Não teve descendência. Acredita-se que ele foi o fundador da Universidade de Friburgo.